# 荒川 (關東)
荒川（日语：／ Arakawa */?）是位於日本關東地方的河川，流經埼玉縣及東京都等自治體，主流總長173公里，流域面積約2,940平方公里，是日本政府列管為「一級水系」的荒川水系之主流，也是日本政府列管之一級河川，為東京都會區內的重要水道之一。其中流經埼玉縣鴻巢市的御成橋附近河段，河面寬度達2.5公里，為日本第一。

## 地理
荒川干流起源於埼玉縣、山梨縣、長野縣三縣交界的甲武信岳，以位於埼玉縣西部的秩父山地為上游，在匯集秩父山地附近的溪流、進入秩父盆地後流向轉東。從秩父盆地到長瀞溪谷的河段轉為向北，流經大里郡寄居町後進入關東平原。於熊谷市附近轉為南南東方向，並於川越市與入間川合流。經過埼玉縣戶田市附近後再度轉向東流，並成為埼玉縣及東京都的分界河；之後進入東京都的管轄區域，在位於北區的新岩淵水門分支出隅田川（荒川下游舊河道），再向南穿越江戶川區後注入東京灣。
荒川原本最下游的河段為今之隅田川，由於此河段水路狹窄且彎曲，導致洪水頻發，在1910年更爆發了關東大水災。為了徹底解決荒川對東京與關東地方造成的水患問題，日本政府在1913年針對下游河段動工興建分洪道，即「荒川放水路」（日语：／ Arakawa hōsuiro */?），歷經17年的工程，於1924年開始通水，1930年正式完工。荒川放水路以新岩淵水門為起點，沿著東京市區東緣開鑿人工河道，至中川河口合流後通往東京灣，全長22公里，河道平均寬度約500公尺（包含堤岸區域）。荒川放水路的興建，加上同時期開闢的江戶川放水路，大幅紓解了東京市區一帶的洪水威脅。1965年，日本政府正式將荒川放水路編為荒川的主河道，新岩淵水門以下的舊河道則改稱隅田川，直至今日。

## 關聯項目
- 隅田川
- 水質污染、地下水污染、土壤污染、底質污染

## 外部連結
- 荒川上流河川事務所 （页面存档备份，存于）（國土交通省關東地方整備局）（日語）
- 荒川下流河川事務所（國土交通省關東地方整備局）（日語）
- 荒川治水資料館（日語）
- 埼玉縣立河川博物館（日語）
- 埼玉水族館 （页面存档备份，存于）（日語）
- 彩湖自然學習中心（日語）